# 創成社
株式会社創成社 (そうせいしゃ) は、日本の出版社。人文・社会科学の専門出版社として知られる。社名の考案者は寒川光太郎。

## 概要
- 設立 - 1974年 (昭和49年)
- 所在地
  - 東京都文京区春日2-13-1　芳文堂ビル5階